# استفان اوونا
استفان اوونا (فرانسوی: Stéphane Owona‎؛ زادهٔ ۲۹ ژوئیهٔ ۱۹۸۵) بازیکن فوتبال اهل ساحل عاج-فرانسه است.

## باشگاهی
از باشگاه‌هایی که در آن بازی کرده‌است می‌توان به باشگاه فوتبال الکرامه اشاره کرد.